# Герб Весьегонска
 Герб города Весьегонска — административного центра Весьегонского района Тверской области Российской Федерации.
Герб утверждён Постановлением № 222 Главы Весьегонского района Тверской области от 8 июня 2001 года.
В разделе «Городская символика» Положения о гербе Весьегонского района сказано, что «Ввиду соединения функций администрации города Весьегонска и администрации Весьегонского района в лице администрации муниципального образования „Весьегонский район“, герб района может служить также официальным городским символом. В случае разделении органов самоуправления города и района, герб остаётся исключительным символов города Весьегонска».
Герб внесён в Государственный геральдический регистр Российской Федерации под регистрационным номером 770.

## Описание и обоснование символики
Геральдическое описание (блазон) гласит:
В золотом щите чёрный рак, поддерживающий поднятыми клешнями усы.
В Положении о гербе дословно записано: 
Герб (Приложение N 1 к настоящему Положению) соответствует описанию исторического герба города Весьегонска, утверждённого 20 декабря 1781 г.(дата в Положении о гербе записана ошибочно, правильная дата — 10 октября 1780 года.- авт.) императрицей Екатериной II и внесённого в Полное Собрание Законов Российской империи со следующим описанием: «в золотом поле чёрный рак которыми воды окружающие сей город весьма изобилуют».

## История

### Высочайше утверждённый герб
Исторический герб города Весьегонска был Высочайше утверждён 10 октября 1780 года императрицей Екатериной II вместе с другими гербами городов Тверского наместничества.
Подлинное описание герба Весьегонска гласило:
Рак черной въ золотомъ полѣ которыми воды, окружающія сей городъ, весьма изобилуютъ.
Герб Весьегонска был составлен в департаменте Герольдии при Сенате под руководством герольдмейстера, действительного статского советника А. А. Волкова.

### Герб Кёне
В 1862 году, в период геральдической реформы Кёне, был разработан проект нового герба уездного города Весьегонска (официально не утверждён): 
В золотом поле чёрный рак в столб. В вольной части герб Тверской губернии. Щит увенчан серебряной стенчатой короной и окружён золотыми колосьями, соединёнными Александровской лентой.

### Советский период
В советский период до 1976 года старый герб Весьегонска (1780 года) не использовался.
В 1919 году пролетарский поэт Демьян Бедный посетив Весьегонск так возмутился городским гербом, что написал целую поэму «Рак на золотом поле». В поэме поэт критиковал старый герб и предлагал новую символику:
Весьегонск — уютный, приветливый, милый —
С возрождённой душой, с распрямлённым горбом,
Позабывший свой жребий минувший, постылый,
Расцветёт под Советским гербом:
Братским молотом, с братским серпом!
Существует рисунок проекта герба, составленный по стихотворной форме Д. Бедного, который хранится в городском музее Рака и выглядит следующим образом: в верхней части в голубом поле восходящее золотое солнце с лучами, в нижней части на зелёном поле окружённые золотыми колосьями два серпа и молот между ними.
Солнце, светлое солнце над зеленой равниной
Два снопа и скрещенные молот и серп
В 1976 году Калининским областным художественным Советом был одобрен новый проект герба Весьегонска (официально не утверждён), который имел следующий вид: 
В голубом поле гербового щита изображение шестерни золотом, внутри шестерни на красном фоне золотая ель. Ниже название города — ВЕСЬЕГОНСК и дата — 1776 г.
Голубое поле щита символизировало изобилие воды в городе и окружающей его местности. Шестерня — символ промышленности города. Ель символизировала преобладающую в городе деревообрабатывающую промышленность и окружение города хвойными лесами. Красный фон внутри шестерни обозначал, что г. Весьегонск имеет богатое революционное прошлое.

### Новое время
8 июня 2001 года был утверждён герб Весьегонского района и Положение о гербе, в котором сказано, что 
… герб района может служить также официальным городским символом
В гербе Весьегонского района, в отличие от исторического гербе Весьегонска 1780 года, была убрана верхняя часть с тверским гербом, а рак развёрнут в обратную сторону, то есть обращён вверх герба. Получившийся в результате герб повторяет проект герба Кёне 1862 года.
Следует отметить, что рак в гербе Весьегонска — единственный «геральдический рак» в России.
Рак в геральдике считается редким и самым аристократическим символом среди членистоногих.
Реконструкция исторического герба Весьегонска для районного и городского герба произведена В. И. Лавреновым.